# Peter Brang (Schauspieler)
Peter Brang (* 5. September 1897 in Frankfurt am Main; † 17. Juli 1983 in Ost-Berlin) war ein deutscher Schauspieler und Regisseur.

## Leben
Zwischen 1920 und 1922 hatte Brang bei Fritz Odemar senior (1858–1926) Schauspielunterricht und konnte mit dessen Unterstützung dann auch am Neuen Theater seiner Heimatstadt erfolgreich debütieren. Anschließend wurde er vom Stadttheater Pforzheim engagiert und konnte später ans Comoedienhaus Wilhelmsbad (Hanau) wechseln. Nach einem Engagement am Stadttheater Kaiserslautern holte man ihn ans Mecklenburgische Theater nach Schwerin.
Dort blieb Brang bis zur Schließung des Theaters am 31. August 1944. Sofort nach Kriegsende holte ihn Intendant Werner Bernhardy wieder ins Ensemble, wo Brang bis 1952 Mitglied blieb. Im Sommer dieses Jahres wurde Brang nach Ost-Berlin engagiert, wo er bis zu seiner Pensionierung spielte. Ab dieser Zeit arbeitete er immer häufiger als Regisseur. Auch als Sprecher bei verschiedenen Hörspiel-Produktionen konnte er reüssieren.
Mit über 85 Jahren starb Peter Brang am 17. Juli 1983 in Berlin und fand dort auch seine letzte Ruhestätte.
Aus seiner ersten Ehe mit der Lehrerin Nella geb. Sauer stammten der spätere Slawist Peter Brang (1924–2019) und eine Tochter. Nach der Scheidung 1930 war er in zweiter Ehe mit der Schauspielerin Marion van de Kamp (1925–2022)  verheiratet, die er am Theater in Schwerin kennengelernt hatte.

## Filmografie (Auswahl)
- 1960: Der Tote und sein General (Regie: Joachim Witte)
- 1960: Fernsehpitaval: Der Fall Haarmann (Fernsehreihe)
- 1961: Tanzmädchen für Istanbul (Regie: Wolfgang Luderer)
- 1962: Wohl dem, der lügt (Fernsehfilm)
- 1964: Blaulicht, 22. Folge: Prozeß Jutta H. (Regie: Otto Holub)
- 1965: Solange Leben in mir ist (Regie: Günter Reisch)
- 1967: Blaulicht, 27. Folge: Der vierte Mann (Regie: Manfred Mosblech)
- 1968: Der Mord, der nie verjährt
- 1969: Dolles Familienalbum (Regie: Hans Knötzsch)
- 1972: Kriminalfälle ohne Beispiel: Der Fall Brühne-Ferbach (Regie: Hubert Hoelzke)
- 1973: Die Hosen des Ritters von Bredow (Regie: Konrad Petzold)[4]
- 1973: Erziehung vor Verdun (Regie: Egon Günther)[5]
- 1975: Till Eulenspiegel (Regie: Rainer Simon)
- 1977: Schach von Wuthenow (Fernsehfilm)
- 1978: Scharnhorst (Regie: Wolf-Dieter Panse)
- 1979: Addio, piccola mia (Regie: Lothar Warneke)
- 1980: Karlchen, durchhalten (Regie: Siegfried Hartmann).
- 1980: Unser Mann ist König (Fernsehserie, Regie: Hubert Hoelzke)
- 1981: Polizeiruf 110: Harmloser Anfang (Regie: Helmut Nitzschke)
- 1981: Peters Jugend (Regie: Sergei Appolinarijewitsch Gerassimow)
- 1982: Die Gerechten von Kummerow (Regie: Wolfgang Luderer)[6]

## Hörspiele

### Sprecher
- 1963: Hasso Laudon: Wie Anette ihre Schulmappe suchte (Specht Hack) – Regie: Flora Hoffmann (Kinderhörspiel – Rundfunk der DDR)
- 1971: Heinrich Mann: Die Vollendung des Königs Henri Quatre – Regie: Fritz Göhler (Hörspiel – Rundfunk der DDR)
- 1973: Johann Wolfgang von Goethe: Geschichte des Götz von Berlichingen mit der eisernen Hand (Kaiser) – Regie: Werner Grunow (Hörspiel – Rundfunk der DDR)
- 1973: Bertolt Brecht: Das Leben des Galilei – Regie: Fritz Göhler (Hörspiel – Rundfunk der DDR)
- 1976: Lia Pirskawetz: Das Haus am Park (Alfred) – Regie: Barbara Plensat (Hörspiel – Rundfunk der DDR)
- 1980: Lia Pirskawetz: Stille Post – Regie: Horst Liepach (Biografie – Rundfunk der DDR)

### Regisseur
- 1953: Friedrich Karl Kaul: Aktevermerk F (Hörspiel – Berliner Rundfunk)
- 1957: Fritz Gay: Sein letztes Gespräch – (Hörspiel – Rundfunk der DDR)
- 1961: Anton Tschechow: Das schwedische Zündholz – (Hörspiel – Rundfunk der DDR)
- 1962: Anton Tschechow: Perpetuum Mobile – (Hörspiel – Rundfunk der DDR)